# OsCommerce
OsCommerce (izvorno "osCommerce" - "open source Commerce") je računarski softver namenjen za elektronsku trgovinu i upravljanje onlajn prodavnicama. Može biti korišćen od strane bilo kog web servera koji ima instaliran progrmski skriptni jezik PHP i ststem za upravljanje relacionih baza podataka MySQL. Dostupan je kao slobodni softver pod GNU opštom javnom licencom.

## Istorija
OsCommerce je pokrenut Marta 2000. godine u Nemačkoj od strane Osnivača i vođe projekta Harald Ponce de Leona kao The Exchange Project. Od Avgusta 2008. OsCommerce sajt tvrdi da na svetu postoje preko 14,000 'živih' websajtova koje koriste program. Ova cifra je skoro sigurno konzervativna procena, s obzirom na uključivanje OsCommerce softvera u instalacije aplikacija za hosting panel kao što su Fantastico Delux, i Softaculous. Rast backlinkova donekle zavisi od linkovanja sajtova korisnika OsCommerce softvera u OsCommerce Live Stores oglase.
Novembra 2010. razvoj softverske verzije OsCommerce v2.2 naišao je na još jedno stabilno izdanje. Verzija 2.3, kako je nova verzija brendirana, koristi prednosti tableless web design filozofije, i podrazumeva određen broj alata za društveno umrežavanje.
Verzija 3.0 je trenutno u fazi razvoja, i ne sadrži sve karakteristike vitalne za korisnike koje verzija 2.3 poseduje. Verzija 3.0 je veliki stukturni reprogram softvera u cilju da inkorporiše predmetno orijentisan backend, sistem šablona koji dozvoljava lake promene rasporeda, i uključivanje definicije korisničkog imena i lozinke u administracionoj oblasti u procesu instalacije. Najnovija razvojna verzija je 3.0.2, koja je objavljena 6. Avgusta 2011.

## Verzije softvera
Trenutno postoje dve objavljene verzije OsCommerce sistema. Verzije 2.3 (stabilna) i 3.0 (u procesu razvoja) su razvijane kao dva odvojena programa, i kao takvi ne dele programerski kod. Prilozi, zvanično ime za dodatke razvijene od strane open-source zajednice,su razvijeni ili za 2.x ili za 3.0, i nisu kompatibilni jedni sa drugima.
Različita izdanja softvera OsCommerce su obezbeđena od strane GitHub OsCommerce project ili direktno sa stranice osCommerce.com
| Datum izdanja/verzije | Naziv verzije                             |
| --------------------- | ----------------------------------------- |
| 12 Mart 2000          | The Exchange Project Preview Release 1.0  |
| 14 Maj 2000           | The Exchange Project Preview Release 1.1  |
| 2 Decembar 2000       | The Exchange Project Preview Release 2.0  |
| 13 Decembar 2000      | The Exchange Project Preview Release 2.0a |
| 6 Mart 2001           | The Exchange Project Preview Release 2.1  |
| 17 Februar 2003       | OsCommerce 2.2 Milestone 1                |
| 7 Decembar 2003       | OsCommerce 2.2 Milestone 2                |
| 12 Novembar 2005      | OsCommerce 2.2 Milestone 2 Update 051112  |
| 13 Novembar 2005      | OsCommerce 2.2 Milestone 2 Update 051113  |
| 17 Avgust 2006        | OsCommerce 2.2 Milestone 2 Update 060817  |
| 3 Jul 2007            | OsCommerce Online Merchant 2.2 RC1        |
| 16 Januar 2008        | OsCommerce Online Merchant 2.2 RC2        |
| 30 Januar 2008        | OsCommerce Online Merchant 2.2 RC2a       |
| 12 Novembar 2010      | OsCommerce Online Merchant 2.3            |
| 14 Novembar 2010      | OsCommerce Online Merchant 2.3.1          |
| 31 Mart 2011          | OsCommerce Online Merchant 3.0 (razvoj)   |
| 6 Avgust 2011         | OsCommerce Online Merchant 3.0.2 (razvoj) |
| 18 Jul 2012           | OsCommerce Online Merchant 2.3.2          |
| 15 Avgust 2012        | OsCommerce Online Merchant 2.3.3          |
| 26 Septembar 2013     | OsCommerce Online Merchant 2.3.3.4        |
| 5 Jun 2014            | OsCommerce Online Merchant 2.3.4          |

## Osposobljavanje softvera
Oscommerce je softversko rešenje zasnovano na webu kome su potrebni svoji relevantni fajlovi da bi postojao na web serveru. Instalacija nije automatizovana i sastoji se iz procesa koje korisnik mora obaviti po uputstvu razvojnog tima oscommerce softvera. Bitni koraci u procesu osposobljavanja softverske prodavnice su:
- Kopiranje fajlova na web server (može se izvršiti na sledeća 3 načina)

1. sadržaj instalacione arhive oscommerce softvera preuzetog sa sajta moraju biti postavljeni u odgovarajuće direktorijume relevantne za web server
2. Korišćenje FTP protokola za kopiranje sadržaja instalacione arhive oscommerce softvera na web server
3. Direktno ekstraktovanje sadržaja instalacione arhive na web server

- Obezbeđivanje dozvola nad određenim fajlovima tokom instalacione procedure (može se izvršiti na 2 moguća načina)

1. Korišćenje FTP protokola za promenu dozvola nad fajlovima
2. Promena dozvola nad fajlovima direktno na serveru

- Unošenje tačnih podactaka relevantnih za web server
- Unošenje tačnih podataka relevantnih za server baze podataka
- Procedura same instalacije softvera
- Instaliranje nove onlajn prodavnice
- Podešavanje funkcionalnih parametara unutar prodavnice

Podrazumeva podešavanje željene konfiguracije za PHP jezik, konektivnih parametara baze podataka i web servera, importovanja podataka i podešavanje vlasnikovog admin profila

## Ogranci
Distribuirani pod GNU opštom javnom licencom, OsCommerce je jedan od najranijih shopping cart softvera otvorenog koda baziranog na PHP specijalizovanom skriptnom jeziku. Kao takav, bio je osnova za nekolicinu prepoznatljivo različitih softverskih programa nastalih od izvornog koda oscommerce softvera (takozvanih 'forkova') uključujući Zen Cart, i Batavi

## Ranjivosti sistema koje su fascinirale javnost
Avgusta 2011. godine tri sigurnosne ranjivosti verzije 2.2 OsCommerce sistema bile su zloupotrebljene, dozvoljavajući dodavanje iframe-a i JavaScript koda da bi inficirao računare posetioca websajta. Kompanija koja se bavi zaštitom web aplikacija Armorize objavila je da je ovo dozvolilo inficiranoj web strani da inficira 90,000 korisničkih računara za veoma kratko vrme dok nije bilo primećeno i da je broj porastao na 4,5 milijarde strana u roku od nedelju dana. OsCommerce 2.3, koji je otklonio eksploatisane sigurnosne rupe je objavljen Novembra 2011. godinethe.

## Spoljašnje veze
- OsCommerce official site
- OsCommerce на веб-сајту  (језик: енглески)

## Dodatna literatura
- Watson, Kerry (2004). The osCommerce Technical Manual. Victoria, BC Canada: On Demand Manuals. стр. 11–14. ISBN 978-1-4120-3733-4.
- Gurevych, Vadym. osCommerce Webmaster's Guide to Selling Online. Birmingham, UK: Packt Publishing. стр. 2. ISBN 978-1-84719-202-8.